# Nikołaj Skripko

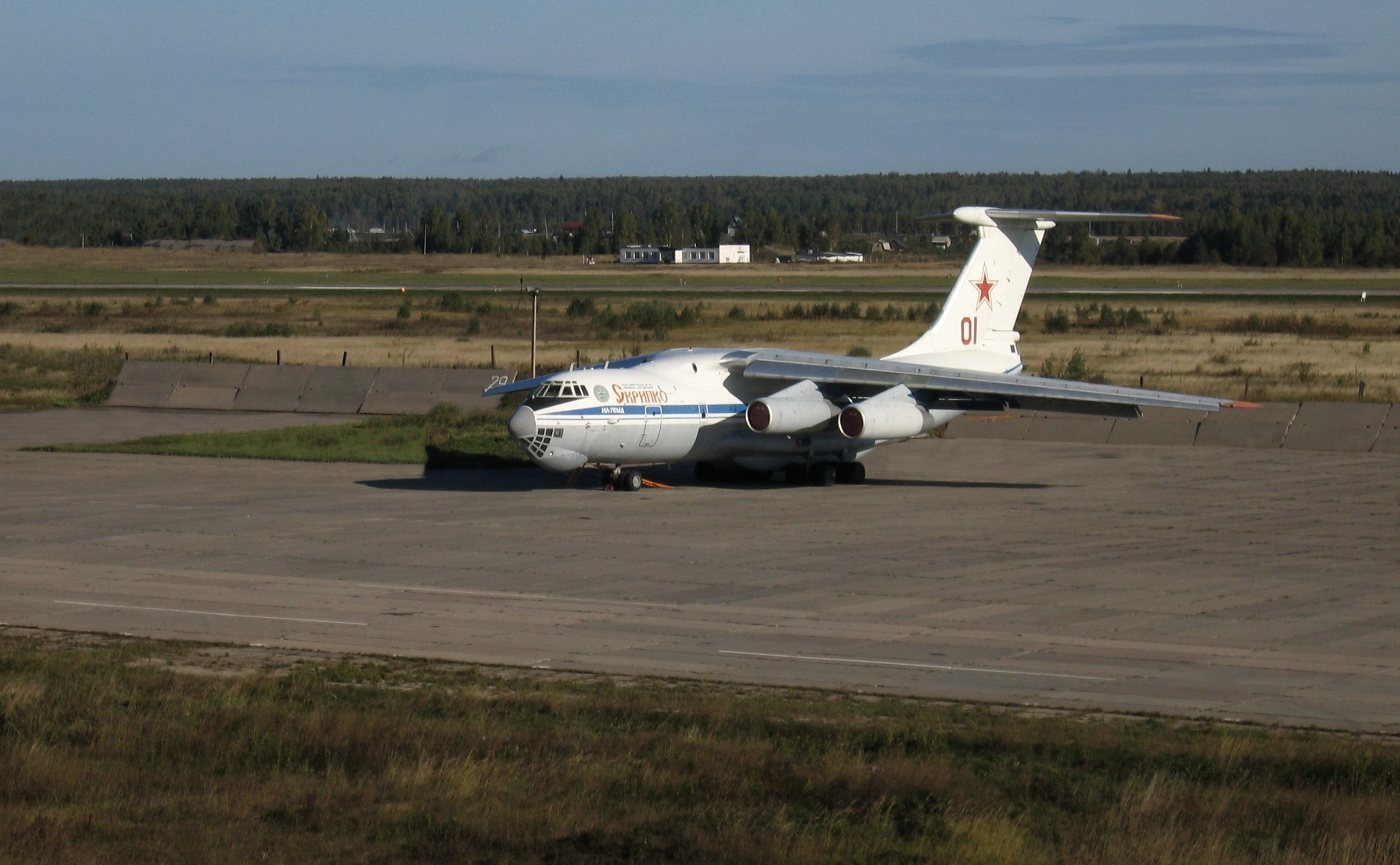
Rosyjski wojskowy samolot transportowy Ił-76MD nr boczny 01 o imieniu „Marszałek lotnictwa Skripko”, znajdujący się na stanie 610 Centrum Szkolenia Bojowego oraz Przeszkalania Personelu Latającego Wojskowego Lotnictwa Transportowego w bazie lotniczej Iwanowo-Siewiernyj

Nikołaj Siemionowicz Skripko, ros. Николай Семёнович Скрипко (ur. 22 listopada?/5 grudnia 1902 we wsi Bolderaa w guberni inflanckiej (obecnie Bolderāja, mikrorejon Rygi), zm. 5 grudnia 1987 w Moskwie) – radziecki dowódca wojskowy, pilot, marszałek lotnictwa.

## Życiorys
Wstąpił do Armii Czerwonej w 1919 roku. W okresie wojny domowej w Rosji walczył na Dalekim Wschodzie. Na początku wojny radziecko-niemieckiej dowódca 3 Korpusu Bombowego Lotnictwa Dalekiego Zasięgu (1941), później dowódca lotnictwa 5 Armii i zastępca dowódcy lotnictwa Frontu Południowo-Zachodniego (1941). 9 listopada 1941 roku mianowany generałem majorem lotnictwa. Od marca 1942 roku zastępca dowódcy lotnictwa dalekiego zasięgu, a od grudnia 1944 pierwszy zastępca dowódcy 18 Armii Lotniczej. Uczestniczył w działaniach bojowych lotnictwa dalekiego zasięgu w rejonie Leningradu i Stalingradu, na Kaukazie Północnym, podczas bitwy pod Kurskiem, na Krymie i w czasie walk na terenach Białorusi, krajów bałtyckich i Prus Wschodnich. 21 lipca 1942 roku otrzymał stopień generała porucznika lotnictwa, 13 marca 1944 stopień generała pułkownika lotnictwa, a 19 sierpnia 1944 stopień marszałka lotnictwa ZSRR.
Po drugiej wojnie światowej jeden z twórców radzieckiego wojskowego lotnictwa transportowego, którym dowodził przez 14 lat (lata 1955–1969). W latach 60. XX wieku, pod dowództwem Nikołaja Skripko, wzrosła rola radzieckiego wojskowego lotnictwa transportowego podczas wydarzeń politycznych na świecie – działało ono m.in. w Laosie, Wietnamie, Kambodży, Jemenie, Egipcie, Syrii, Iraku, Algierii i Czechosłowacji.
Od 1927 roku członek Komunistycznej Partii Związku Radzieckiego (KPZR), w latach 1961–1966 członek Centralnej Komisji Rewizyjnej KC KPZR. Autor pamiętników wydanych w 1981 roku. Pochowany na Cmentarzu Nowodziewiczym w Moskwie.
W 1995 roku imieniem Nikołaja Skripko nazwano 610 Centrum Szkolenia Bojowego oraz Przeszkalania Personelu Latającego Wojskowego Lotnictwa Transportowego w bazie lotniczej Iwanowo-Siewiernyj.
W 2002 roku, w stulecie urodzin, jego imieniem nazwano wojskowy samolot transportowy Ił-76MD nr boczny 01, znajdujący się na stanie 610 Centrum Szkolenia Bojowego oraz Przeszkalania Personelu Latającego Wojskowego Lotnictwa Transportowego.

## Awanse
- gen. mjr lotnictwa 09 listopada 1941;
- gen. por. lotnictwa 21 lipca 1942;
- gen. płk lotnictwa 13 marca 1944;
- marszałek lotnictwa 19 sierpnia 1944.

## Odznaczenia
- Order Lenina – trzykrotnie
- Order Rewolucji Październikowej
- Order Czerwonego Sztandaru – pięciokrotnie
- Order Suworowa I klasy
- Order Suworowa II klasy
- Order Kutuzowa I klasy
- Order Kutuzowa II klasy
- Order Wojny Ojczyźnianej I klasy
- Order „Za służbę Ojczyźnie w Siłach Zbrojnych ZSRR” III stopnia

I Medale ZSRR oraz odznaczenia zagraniczne